# Stenoporpia mediatra
Stenoporpia mediatra là một loài bướm đêm trong họ Geometridae.